# V354 Большого Пса
V354 Большого Пса (лат. V354 Canis Majoris) — одиночная переменная звезда в созвездии Большого Пса на расстоянии (вычисленном из значения параллакса) приблизительно 12989 световых лет (около 3982 парсеков) от Солнца. Видимая звёздная величина звезды — от более +13,8m до +11,2m.

## Характеристики
V354 Большого Пса — красная пульсирующая переменная звезда, мирида (M).